# Sigrid Kirchmann
Sigrid Kirchmann (* 29. März 1966 in Bad Ischl; verheiratete Sigrid Ortner-Kirchmann) ist eine österreichische ehemalige Hochspringerin, Siebenkämpferin und Olympionikin (1992).

## Werdegang
Kirchmann ist aufgewachsen in Ebensee. 
1982 konnte die 16-Jährige erstmals die Landesmeisterschaft gewinnen.
In Lille bei der Gymnasiade wurde sie 1982 im Hochsprung mit 1,82 m Zweite.
Sie wurde zwischen 1982 und 1994 zehnfache Österreichische Staatsmeisterin im Hochsprung und errang zudem zwei Titel im Siebenkampf. 
1990 wurde sie Vierte bei den Europameisterschaften. Im August 1992 erreichte sie bei den Olympischen Spielen in Barcelona das Finale und belegte mit 1,94 m hinter der Deutschen Heike Henkel (2,02 m) Rang fünf.

Sie wurde bei der Union Ebensee trainiert von Günther Lemmerer, der auch Hermann Maier und Karin Kronberger betreute.
Den größten Erfolg ihrer Karriere feierte sie am 21. August 1993, als sie 1,97 m übersprang und mit dem dritten Platz in Stuttgart die erste österreichische Medaille bei Leichtathletik-Weltmeisterschaften gewann. 
Kirchmann hält mit 1,97 m seit 1993 den österreichischen Rekord im Hochsprung. 
Bei den Leichtathletik-Hallenweltmeisterschaften 1995 wurde sie am 11. März in Barcelona Achte.
Für die Olympischen Spiele 1996 konnte sie sich erneut qualifizieren. Beim Einspringen in Atlanta zog sie sich aber eine Achillessehnenruptur zu und musste auf einen Start verzichten.

Bei der Europameisterschaft 1998 in Budapest gelang ihr das Comeback und sie wurde Vierte.
Ihr österreichischer Rekord mit 5944 Punkten im Siebenkampf vom 5./6. Oktober 1985 konnte erst 2012 durch Ivona Dadic mit 5959 Punkten beim Mehrkampf-Meeting in Götzis verbessert werden.
An der Universität Salzburg spondierte Sigrid Kirchmann 1989, 1995 wurde sie als Dr. phil. promoviert.
Sigrid Ortner-Kirchmann lebt heute mit ihrem Mann Jürgen Ortner und ihren zwei Töchtern in Schlierbach, wo sie als AHS-Lehrerin tätig ist.